# Kláštorské lúky
Kláštorské lúky jsou národní přírodní rezervace v katastrálním území obcí Laskár, Kláštor pod Znievom a Socovce v okrese Martin v Žilinském kraji na Slovensku. Území bylo vyhlášeno v roce 1974 a jeho rozloha je 85,99 hektaru. Předmětem ochrany je komplex mokřadů, mokrých, vlhkých až mezofilních luk se vzácnými původními rostlinnými společenstvy a se vzácnými a chráněnými druhy rostlin a živočichů.